# Seminario arcivescovile di Palermo

Il Seminario arcivescovile di Palermo "San Mamiliano" è il seminario dell'arcidiocesi di Palermo nel quale si formano i candidati al presbiterato. La comunità del Seminario di Palermo accoglie attualmente anche i seminaristi delle diocesi di Mazara del Vallo, di Ragusa, di Trapani ed eccezionalmente di recente anche dell'eparchia di Piana degli Albanesi. Dal 5 agosto 2023, il rettore è don Antonio Mancuso, presbitero dell'Arcidiocesi di Palermo.

## Storia
Il Seminario arcivescovile di Palermo fu fondato dall'arcivescovo di Palermo Cesare Marullo, messinese già vescovo di Agrigento, che nel 1577, dopo aver fondato il seminario di Agrigento, venne trasferito alla sede arcivescovile di Palermo.
Il Concilio di Trento alla sessione XXIII con il decreto Cum adulescentium aetas del 15 luglio 1563 imponeva la costituzione in ogni diocesi di un collegio per gli adolescenti che aspiravano al sacerdozio, in modo da poter ricevere la preparazione idonea al ministero, evitando la fragile preparazione teologica e spirituale del clero di quel tempo. Marullo il 5 giugno del 1580 istituì dunque una deputazione per la costruzione del seminario e fu scelta come prima sede la chiesa con i locali annessi di San Giovanni Evangelista e Santo Stefano De Plano, che si trovavano dove oggi sorge il Liceo classico Vittorio Emanuele II.
Presto ci si rese conto che la sede scelta non corrispondeva ai progetti di costruzione, e il 16 maggio del 1582 fu scelta la chiesa di Santa Barbara la Sottana, detta anche di San Teodoro, sita dietro il costruendo palazzo arcivescovile, con annesse fabbriche e giardino. Il seminario, finché fu in corso Vittorio Emanuele, avendo per cappella la chiesetta di Santa Barbara, celebrò con particolare solennità il 4 dicembre, dies natalis della Santa, e inoltre adottò come stemma la torre, attributo iconografico della santa. Il 7 marzo del 1583 l'arcivescovo Marullo pose la prima pietra. La scelta del 7 marzo faceva riferimento al dies natalis di san Tommaso d'Aquino come indicava il vecchio calendario liturgico, così il seminario ebbe D'Aquino per suo patrono. Il seminario di Palermo, da allora in poi, ricorda il 7 marzo 1583 come il giorno della sua fondazione.
Il Seminarium clericorum, Seminario dei chierici, questo il suo antico nome, fu inaugurato il 28 ottobre del 1591 con l'ingresso di 28 seminaristi, 16 palermitani e 12 provenienti dalle parrocchie foranee. Suo primo rettore fu il canonico don Martino Mira, poi vescovo di Cefalù. Gli studi non furono interni, si decise di affidarli ai gesuiti e dunque i seminaristi si recavano al Collegio Massimo di Palermo dove frequentavano i corsi. A Palermo esistevano altri cinque centri di formazione, le cosiddette congregazioni di disciplina del clero, che si occupavano di formare soprattutto i chierici di città, lasciando al seminario i chierici delle foranie.
Nel 1741 fu nominato rettore Giovanni Di Giovanni il quale tentò, con l'appoggio dell'arcivescovo Domenico Rosso, di sottrarre i chierici alla formazione dei gesuiti, perché fossero istruiti da sacerdoti diocesani. Papa Benedetto XIV concesse, con il breve In supereminenti datato 30 aprile 1745, che presso il seminario fosse istituito il collegio teologico e che potesse concedere il dottorato in Sacra Teologia. Il breve papale, tuttavia, non ricevette il regio exequatur per l'opposizione del Collegio Massimo. Fu solo verso la fine del 1700 che si poté avere in seminario un collegio teologico che, pur non potendo rilasciare il dottorato, consentiva al seminario di formare culturalmente i propri alunni.
Con l'unità di Italia l'arcivescovo Naselli dovette affrontare la questione della leva obbligatoria che colpiva anche i seminaristi. Per poter gestire meglio l'esenzione dal servizio militare, stabilì il 25 febbraio 1864 l'abolizione del chiericato esterno: tutti i chierici della diocesi di Palermo dovevano frequentare il seminario e i corsi al suo interno. Nel frattempo in Italia furono abolite le facoltà teologiche, così papa Pio IX concesse in data 17 agosto 1877 il breve Si unquam alias, con il quale costituiva all'interno del seminario il collegio teologico con la facoltà di concedere il dottorato in Sacra Teologia.
Nel 1946 il cardinale Ruffini, poiché l'edificio del seminario non corrispondeva più alle necessità pedagogiche e formative dei tempi, decise di spostarne la sede. Il seminario minore, intitolato all'Immacolata, fu trasferito in via del Vespro e inaugurato il 15 novembre 1948. Il Seminario maggiore fu intitolato a San Mamiliano e trasferito in via dell'Incoronazione, in quella che fu la Badia Nuova. Della vecchia struttura della Badia furono conservati solo il prospetto, la chiesa di Santa Maria dell’Oliveto, e lo scalone settecentesco, il resto delle fabbriche ormai in disfacimento fu demolito e ricostruito secondo l'attuale ordine. Il cardinale benedisse i nuovi locali il 4 novembre 1949. Il cardinale Pappalardo, desideroso di riformare tutte le strutture della diocesi secondo quanto previsto dal Concilio Ecumenico Vaticano II, scorporò l'istituto teologico dal seminario, fondando l'Istituto Teologico San Giovanni Evangelista, poi trasformato in Pontificia Facoltà Teologica di Sicilia, con sede presso l'antico plesso del seminario, inoltre nel 1996 acquistò la proprietà dell'intero edificio della Badia nuova.
Nel 2007, constatando che i locali del seminario non erano più confacenti alle attuali necessità e che le vecchie camerate erano fatiscenti, il cardinale Paolo Romeo trasferì provvisoriamente il seminario a Baida, presso la casa diocesana, iniziando i lavori di restauro. Ultimati i lavori, il 6 maggio del 2013 i seminaristi fecero ritorno nella sede di via dell'Incoronazione, restaurata e riadattata ai tempi moderni.